# Morano sul Po
Pour les articles homonymes, voir Morano.
Morano sul Po est une commune italienne de la province d'Alexandrie dans la région Piémont en Italie.

## Histoire
En 1613, durant la guerre de succession de Montferrat, Charles Emmanuel Ier de Savoie ordonna au comte de Saint George de conduire son armée à Moncalve dans l'intention de châtier les habitants du Montferrat qu'il occupait encore et dont la révolte devenait générale. 

À cet effet, l'armée de Savoie marcha sur la ville de Morano ou l'insurrection s'était de nouveau manifestée et l'emporta de force.

## Monuments et patrimoine

### Édifices religieux
- Église paroissiale de Saint Jean-Baptiste
- Église de Saint Pierre Martyr
- Église de la Sainte Trinité
- Église de la Consolation ou Madonna del Ceppo
- Chapelle de Saint Rocco
- Église de Saint Jean-Baptiste à Due Sture
- Église de Saint Nicolas à Pobietto
- Ricreatorio - oratoire paroissial

### Édifices civils

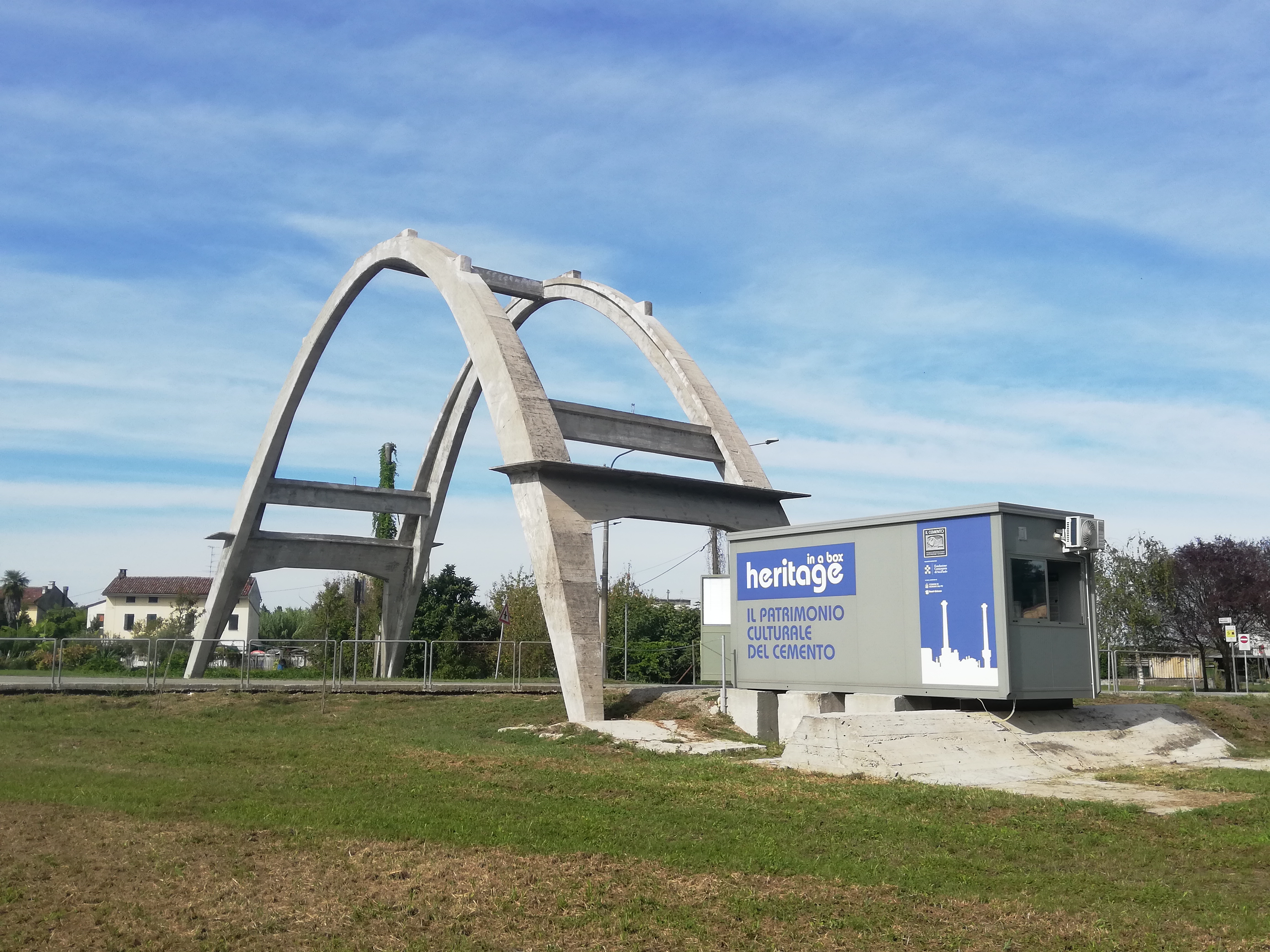
[https://www.exindustria.it/project/arco-di-morano-heritage-in-a-box/ L'Arc de Morano sul Po

- Maison des Arches
- Mairie
- Arc Parabolique de Morano[2]

### Patrimoine archéologique
- Nécropole de l'âge du bronze à Pobietto[3]

### Patrimoine naturel
- Espaces protégés du Pô piémontais[4],[5]

## Administration
| Période                                  | Période | Identité | Étiquette | Qualité |
| ---------------------------------------- | ------- | -------- | --------- | ------- |
|                                          |         |          |           |         |
| Les données manquantes sont à compléter. |         |          |           |         |

### Hameaux
- Due Sture
- Pobietto[5]

### Communes limitrophes
Balzola, Camino, Casale Monferrato, Coniolo, Costanzana, Pontestura, Trino.

## Population et société

### Sport
- Course automobile - Circuit de Morano sul Po
- Football - U.S. Moranese

## Culture

### Musées
- Musée de la civilisation paysanne et de la culture du riz à Pobietto[6]
- HIAB Heritage in a Box à côté du Arc Parabolique de Morano[7]